# Manchester Evening News

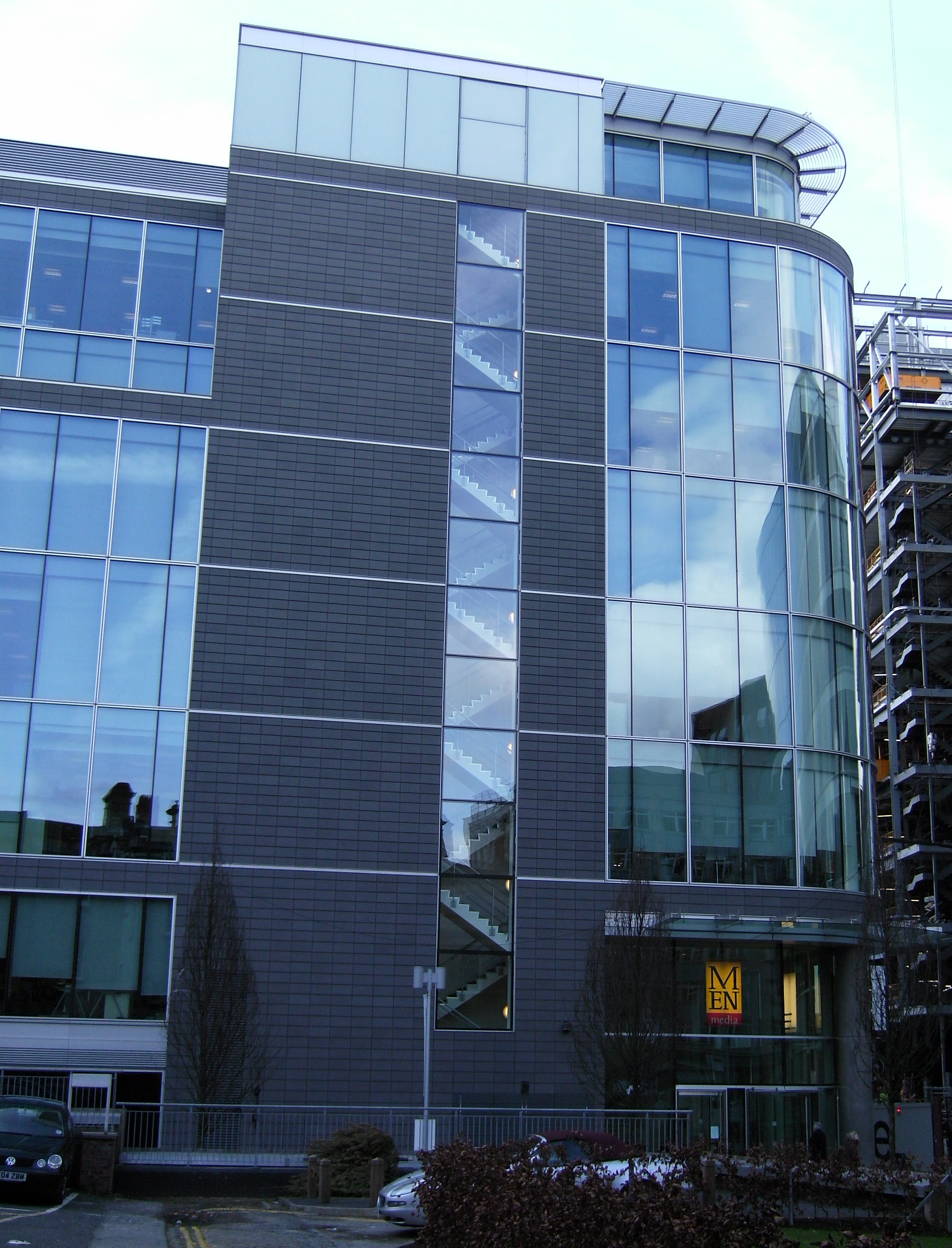

Manchester Evening News är en engelsk dagstidning. Tidningen ägdes av Guardian Media Group till 2010, då den såldes till Trinity Mirror.